# Лејк Кошкононг (Висконсин)
Лејк Кошкононг (енгл. Lake Koshkonong) насељено је место без административног статуса у америчкој савезној држави Висконсин.

## Демографија
По попису из 2010. године број становника је 1.204, што је 15 (-1,2%) становника мање него 2000. године.
| Група             | 2000.         | 2010.         |
| Белци             | 1.185 (97,2%) | 1.159 (96,3%) |
| Афроамериканци    | 0 (0,0%)      | 7 (0,6%)      |
| Азијати           | 2 (0,2%)      | 10 (0,8%)     |
| Хиспаноамериканци | 17 (1,4%)     | 21 (1,7%)     |
| Укупно            | 1.219         | 1.204         |